# Ruská národní knihovna

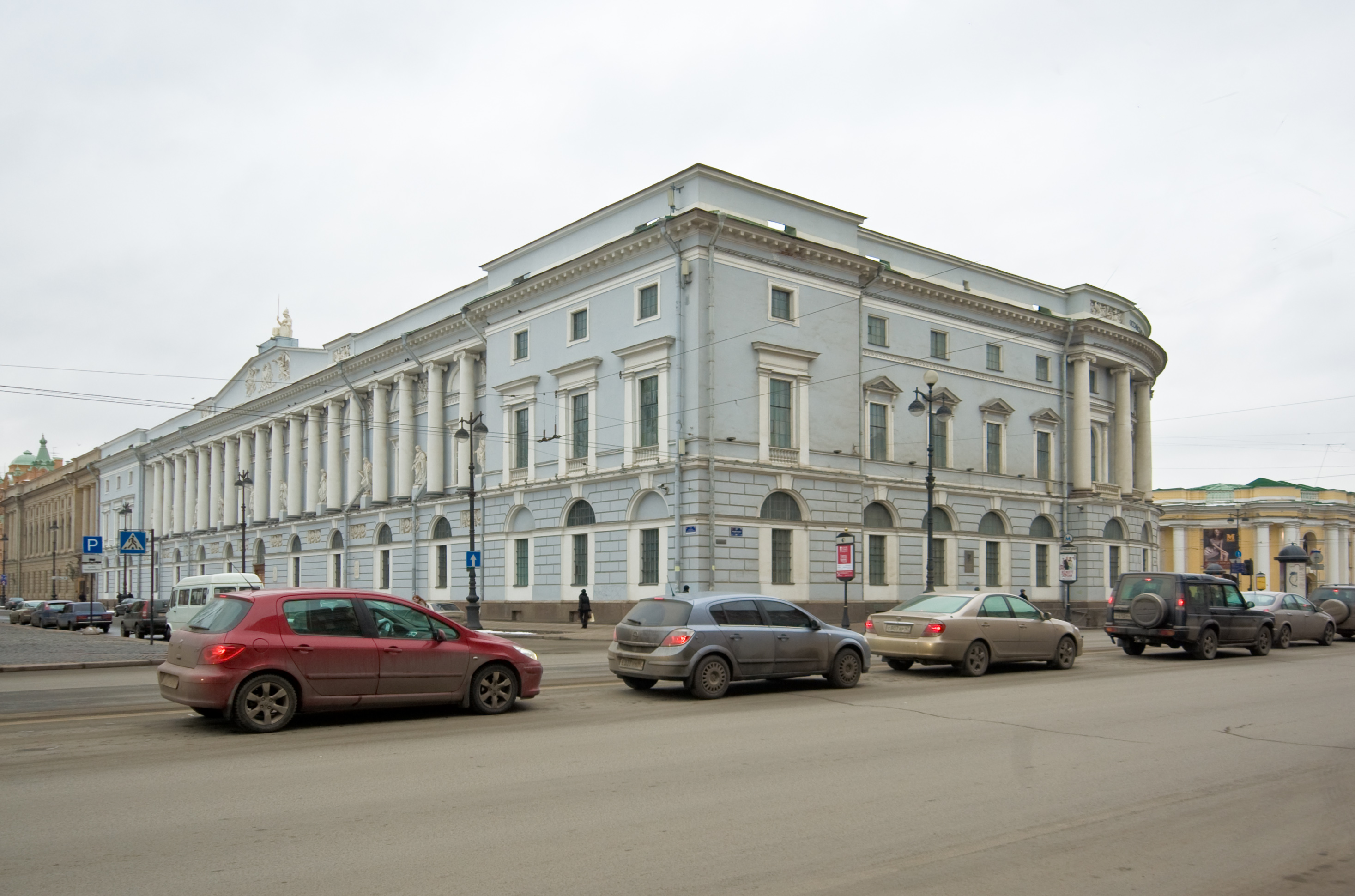
Budova knihovny na Něvském prospektu č.p. 37

Ruská národní knihovna (Российская национальная библиотека) se nalézá v Petrohradě, je jednou ze dvou nevýznamnějších knihoven v Rusku a jednou z předních knihoven světa. Byla založena v roce 1795 zákonem Kateřiny Veliké. Ve svých sbírkách opatruje kolem 17 milionů knih a jiných objektů. Celkem kolekce obsahuje 450 000 rukopisů starých a vzácných knih, 600 000 tiskovin. 
Jejím jediným soupeřem je Ruská státní knihovna (Российская государственная библиотека), nacházející se v Moskvě. 

## Ukázky některých vzácných děl ze sbírek

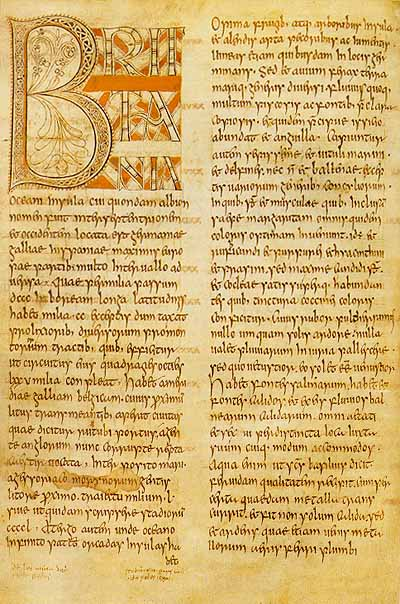
Církevní historie Anglů Bedy Ctihodného (746)
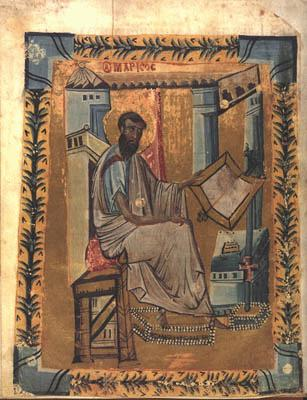
Trapezuntské evangelium (10. století)
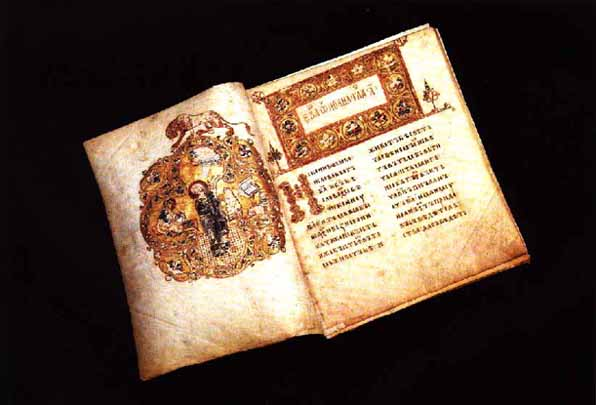
Ostromirovo evangelium (1056)
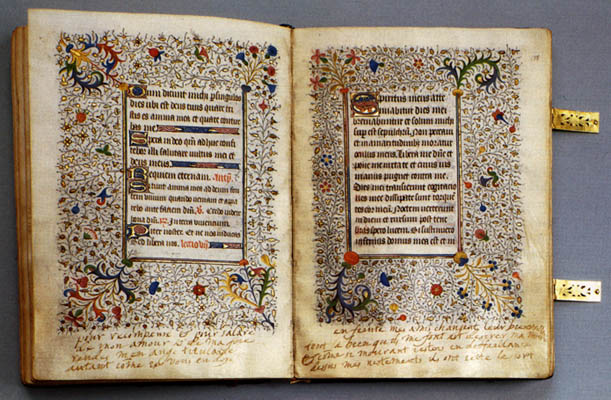
Breviář královny Marie Stuartovny (kolem r. 1490)
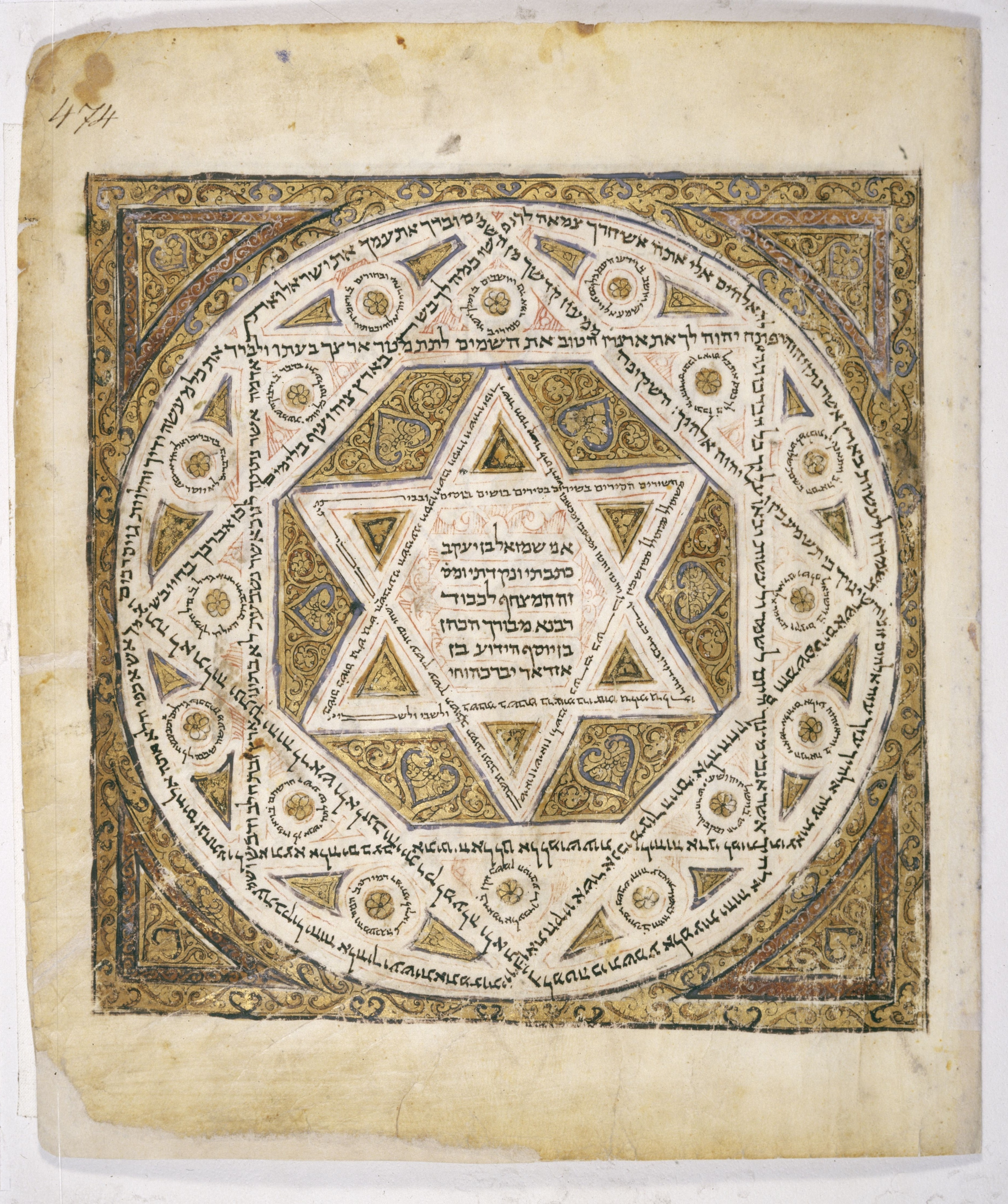
Leningradský kodex (kolem r. 1010)
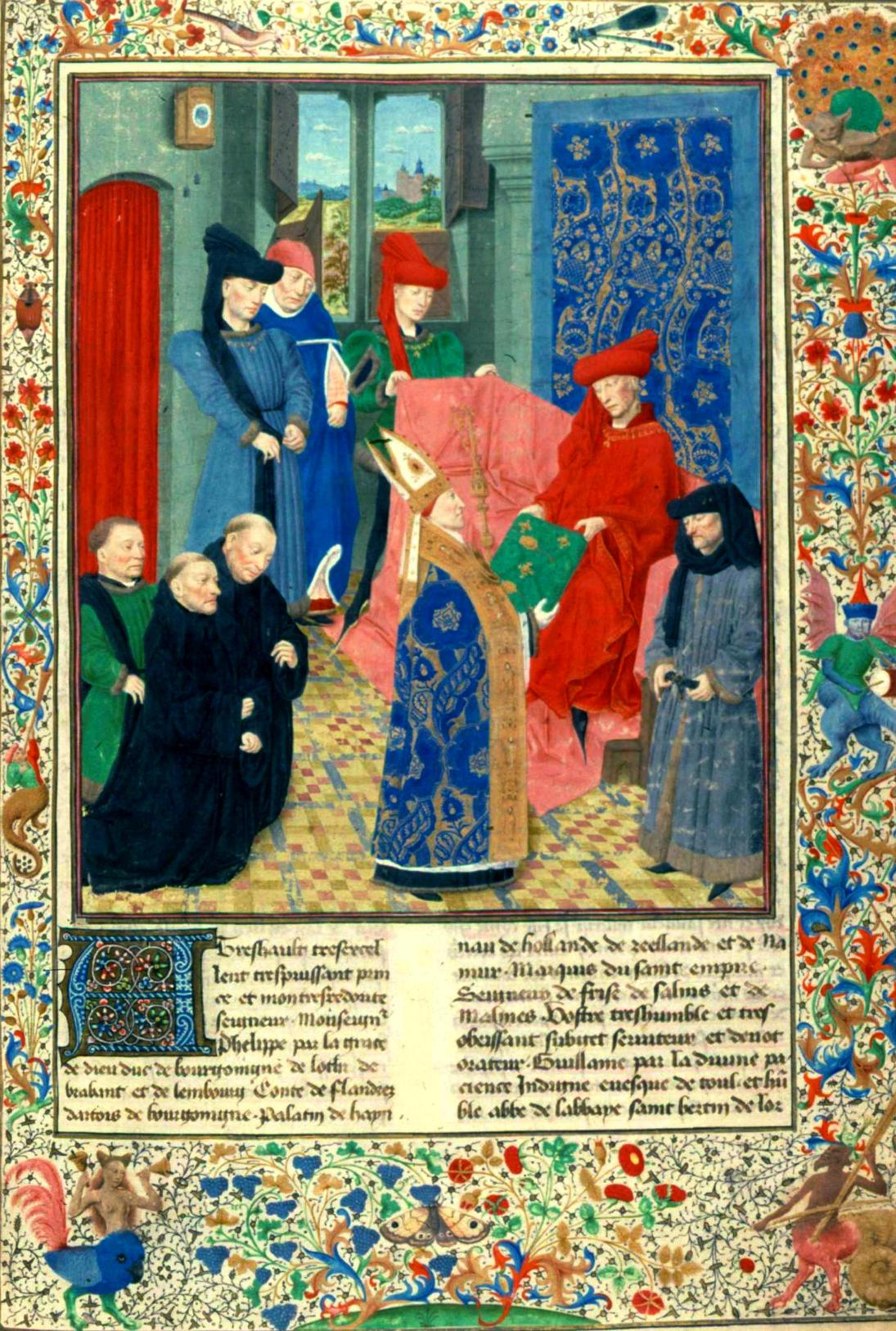
Velká francouzská kronika Simona Marmiona (kolem r. 1450)
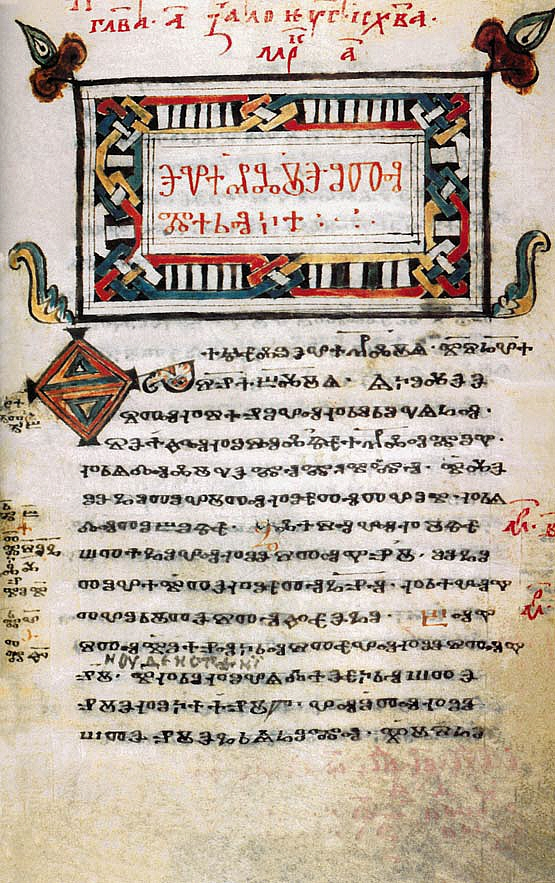
Zografský kodex (asi 1000)